# サフィール級潜水艦
サフィール級 (さふぃーるきゅう、Classe Saphir) はフランス海軍の機雷敷設艦の艦級。6隻が竣工し、第二次世界大戦で活躍した。

## 概要
フランス海軍は、敵国の海上通商輸送路を破壊するための沿岸機雷敷設潜水艦として、1925年度計画から通算4年をかけて、このサフィール級潜水艦を建造した。このサフィール級は当時のイギリス海軍の機雷敷設潜水艦よりも小型で、船体のどこに機雷を格納するかが問題となった。当初はイギリス海軍のE級潜水艦を模倣し、二重船殻の間の空間に垂直に立てた格納筒を複数設ける方法が考えられたが、これには複雑な技術が必要であったことから別方法へ変更された。第二次世界大戦の勃発とドイツ軍の侵攻により、6隻のうち「サフィール」・「ノーチラス」・「チュルクワーズ」の3隻はビゼルダでドイツ軍に接収され、「ル・ディアマン」はヴァール県トゥーロンで鹵獲を恐れ自沈喪失した。「リュビ」と「ペルル」の2隻は自由フランス軍艦船として戦ったが、1944年7月、「ペルル」はイギリス軍攻撃機の誤爆により沈没喪失した。「リュビ」は1940年よりイギリス海軍と共同作戦を展開し、敷設機雷で15隻、魚雷攻撃で1隻の枢軸軍艦船 ( ノルウェー・フィンランド商船を含む ) を撃沈破した。

## 同型艦
- サフィール
- ノーチラス
- チュルクワーズ
- ル・ディアマン
- ペルル
- リュビ